# Småland
Småland (câteodată cunoscută ca Smalandia) este o provincie a Suediei. Småland se învecinează cu Blekinge, Scania (Skåne), Halland, Västergötland, Östergötland și insula Öland din Marea Baltică. Numele de Småland înseamnă țări mici . Forma latinizată Smalandia a fost utilizată în alte limbi. Altitudinea maximă din Småland este Tomtabacken, 377 m.

## Administrație
Provinciile suedeze tradiționale nu au scopuri administrative sau politice, fiind doar entități istorice și culturale. Provincia Småland este divizată în trei județe (unități administrative): Jönköping, Kalmar și Kronoberg. Acestea acoperă cea mai mare parte din provincia istorică Småland, mici porțiuni din aceasta fiind totuși situate și în județele Halland și Östergötland.

## Blazon
Stema curentă, adoptată în 1569 înfățișează un leu roșu, bogat stilizat, pe un scut auriu și purtând o arbaletă. Uneori poate apărea și o coroană ducală. 

## Demografice
Populația era la 31 decembrie 2009 de 720.358 locuitori, repartizați pe cinci județe, după cum urmează:
| Județ        | Populație |
| ------------ | --------- |
| Jönköping    | 318,343   |
| Kalmar       | 208,999   |
| Kronoberg    | 183,162   |
| Halland      | 7,081     |
| Östergötland | 2,773     |

## Geografie
Geografia este dominată de o câmpie înaltă împădurită unde solul este amestecat cu nisip și bolovani. Acest tip de sol arid, sterp se întâlnește în aproape toată provincia, cu excepția zonelor de coastă, și este nepotrivit pentru agricultură cu excepția câtorva regiuni specifice din câmpia Kalmar. Întreaga provincie este bogată în lacuri și bălți. 
Regiunea de coastă este alcătuită dintr-un arhipelag de insule și golfuri în partea de nord și terenuri plane, cultivate, în sud. Per total suprafețele cultivate ocupă 14%, luncile 7% și suprafețele împădurite 50%. 
Orașe mai mari sunt: Jönköping în nord- vest, Växjö în sud și Kalmar pe coasta de est, în apropierea insulei Öland.

## Istorie
Zona este probabil locuită încă din Epoca de piatră de către populațiile care au migrat din sud de-a lungul coastei, până în Kalmar. 
Numele de Småland ("țări mici") provine din faptul că regiunea era o combinație de teritorii independente: Kinda (astăzi parte din Östergötland), Tveta, Vista, Vedbo, Tjust, Sevede, Aspeland, Handbörd, Möre, Värend, Finnveden și Njudung. Fiecare dintre aceste teritorii avea propriul sistem legislativ în epica Vikingilor și în Evul Mediu timpuriu, putând să se declare parte neutră în războaiele în care Suedia era implicată. Aproximativ în 1350, sub regele Magnus Eriksson s-a introdus o lege națională prin care provinciile istorice și-au pierdut mare parte din independența anterioară. 
Orașul Kalmar este unul dintre cele mai vechi din Suedia, fiind în Evul Mediu cel mai sudic și al treilea ca dimensiune oraș suedez. În acea perioadă orașul era centru de export al fierului, acesta fiind comercializat de negustori germani. 
În secolul 19 Småland se caracteriza prin sărăcie, un număr important dintre locuitori emigrând în Statele Unite ale Americii. Cei mai mulți dintre emigranți s-au stabilit în Minnesota, datorită asemănării mari cu geografia Suediei, combinând terenuri arabile cu lacuri și păduri. 
Celebra companie IKEA a fost fondată în orașul Älmhult din Småland. 

### Orașe istorice
Orașe localizate în Småland și care se numără printre cele mai vechi orașe din Suedia sunt: Eksjö (aproximativ 1400), Gränna (1652), Huskvarna (1911), Jönköping (1284), Kalmar (aproximativ 1100), Ljungby (1936), Nybro (1932), Nässjö (1914), Oskarshamn (1856), Sävsjö (1947), Tranås (1919), Vetlanda (1920), Vimmerby (aproximativ 1400), Värnamo (1920), Västervik (aproximativ 1200), Växjö (1342).

### Parcuri naționale
În Småland există trei parcuri naționale:
- Store Mosse
- Norra Kvill
- Blå Jungfrun

### Cultură
Botanistul suedez Carolus Linnaeus, sw. Carl von Linné, (1707–1778), supranumit "părintele taxonomiei" sau "Regele florilor" s-a născut în orașul Älmhult din Småland. El a denumit floarea oficială a provinciei, cupa- vacii, cu numele său latin, bazat pe propriul său nume (Latin: Linnaea borealis). 
O altă personalitate remarcabilă din orașul Älmhult este Ingvar Kamprad, fondatorul concernului global IKEA. Numele de Småland este folosit pentru a denumi locul de joacă pentru copii în unele magazine IKEA.